# Scarus viridifucatus
Scarus viridifucatus es una especie de peces de la familia Scaridae en el orden Perciformes.

## Morfología
• Los machos pueden llegar alcanzar los 45 cm de longitud total.

## Distribución geográfica
Se encuentra en el África Oriental, Madagascar, las Seychelles, Maldivas, Tailandia (Phuket) y Indonesia ( Bali y Sulawesi ).